# Alan Brazil
Alan Bernard Brazil, más conocido como Alan Brazil (Simshill, Glasgow, 15 de junio de 1959) es un locutor de deporte escocés para el canal de radio británico Talksport. Jugó fútbol para clubes como Ipswich Town, Tottenham Hotspur y Manchester United, además de 13 partidos para la selección de fútbol de Escocia entre 1980 y 1983.

## Carrera con clubes
Brazil comenzó su carrera con el equipo juvenil de Celtic Football Club en su ciudad de Glasgow, y, a la edad de 13 años, fue abusado por el entrenador, Jim Torbett. Jugó su primer partido con Ipswich Town FC de Inglaterra en 1977, pero no jugó en la final de la FA Cup de 1978, cuando Ipswich ganó. En 1978, Brazil fue cedido a Detroit Express de la North American Soccer League en los Estados Unidos y marcó 10 goles en 22 partidos.
 Brazil jugó en los dos partidos de la final del Copa UEFA, en 1981, cuando Ipswich ganó contra AZ Alkmaar. Para la temporada de 1981-82, Brazil hizo 22 goles, más que todos otros jugadores en la liga, salvo de Kevin Keegan de Southampton FC.
En 1983, Brazil se marchó a Tottenham Hotspur por 425.000£ y marcó 6 goles en su única temporada. Dejó el club para irse a Manchester United a cambio de 625.000£, para quien hizo 5 goles en su primera temporada.

## Carrera internacional
Brazil jugó 13 partidos para Escocia, su primer duelo fue contra Polonia el 28 de mayo de 1980. Brazil jugó en dos partidos del grupo en el Copa Mundial de 1982 en España. Fueron contra Nueva Zelanda y Rusia, en Málaga.
Marcó su único gol el 28 de mayo de 1983 contra Gales en Cardiff en su 12˚ partido; su último partido fue el 1 de junio en Wembley Stadium contra Inglaterra.

## Carrera de radio
Brazil presenta el <<Sports Breakfast>> (Desayuno de Deportes) todas las mañanas de la semana para la canal de radio británica Talksport. Presenta con Ronnie Irani, que jugó para la Selección de críquet de Inglaterra.
En 2011, Brazil comercializó una marca de nueces se llama <<Alan Brazil's Nuts>>. Los beneficios de la empresa son para una caridad en la memoria de Bobby Robson, el entrenador de Brazil con Ipswich Town, que murió de cáncer en 2009. Los cacahuates están producidos en una fábrica en Haverhill, Suffolk, y habrá anacardos y nueces de chile en 2012.